# Цытович, Николай Платонович
Николай Платонович Цытович (1865—1936) — русский и советский учёный и педагог в области артиллерийских наук, генерал-майор, заслуженный профессор Михайловской военной артиллерийской академии, Артиллерийской военной академии РККА и Военно-технической академии РККА им. Ф. Э. Дзержинского. Член Санкт-Петербургского математического общества. Герой Труда (1928). Брат Э. П. Цытовича.

## Биография
Родился 16 декабря 1865 года в Смоленске в семье начальника Смоленского училища военного ведомства Платона Степановича Цытовича.
В службу вступил в 1883 году после окончания Сибирского кадетского корпуса. В 1886 году после окончания Михайловского артиллерийского училища с отличием по I разряду  произведён в подпоручики и выпущен во 2-ю артиллерийскую бригаду. В 1887 году переведен в Кронштадтскую крепостную артиллерию. В 1888 году произведён в поручики. В 1891 году после окончания Михайловской артиллерийской академии с отличием по I разряду (3-й по баллам в выпуске) был произведён "за отличие в науках" в штабс-капитаны.  В 1892 году назначается командиром 17-й роты и заведующим имуществом и вооружением Форта «Император Александр I».
В 1893 году назначается репетитором Михайловской артиллерийской академии, с зачислением по полевой пешей артиллерии. 20 октября 1893 года по предложению П. А. Шиффа и Д. Ф. Селиванова был избран членом Санкт-Петербургского математического общества. С 1892 по 1894 год являлся штатным преподавателем математики и механики в Павловском военном училище. В 1896 году после защиты диссертации по гидродинамике и теории гидравлических компрессоров был назначен штатным преподавателем Михайловской артиллерийской академии и Михайловского артиллерийского училища, с переводом в лейб-гвардию и производством в штабс-капитаны гвардии. 6 мая 1897 года приказом генерал-фельдцейхмейстера и генерал-фельдмаршала великого князя Михаила Николаевича, Н. П. Цытович был удостоен золотой медали Михайловской премии за рецензию на Конференции МАА.
С 1897 по 1898 годы с Высочайшего разрешения Н. П. Цытович повышал своё математическое образование сначала в Императорском Санкт-Петербургском университете, а затем, в Геттингенском университете. Также был командирован во Францию, Германию, Италию и Англию, работал на семинаре Феликса Клейна. Артиллерийское образование пополнил в командировках в 1892 году в Брест-Литовской крепости, в 1900 году в Очаковской крепости и в 1901 году в  Крепости Ковно, занимался изучением практических основ стрельбы из крепостных и приморских орудий. В 1900 году "За отличие по службе" был произведён в капитаны гвардии.
19 августа 1903 года после защиты диссертации о боевом применении осадной артиллерии был назначен экстраординарным профессором Михайловской артиллерийской академии, при этом оставаясь нештатным преподавателем Михайловского артиллерийского училища. В 1904 году "За отличие по службе" производится в полковники гвардии, и назначается членом Конференции Михайловской артиллерийской академии. В 1905 году был назначен вместо А. А. Нилуса начальником  музея Михайловской артиллерийской академии и нештатным преподавателем Константиновского артиллерийского училища. С 1907 года назначен ординарным профессором Михайловской артиллерийской академии. В 1910 году "За отличие по службе" произведен в генерал-майоры. В 1914 году Высочайшим приказом назначен заслуженным ординарным профессором, с награждением орденом Святого Станислава 1-й степени.
22 марта 1915 года награждён орденом Святой Анны 1-й степени, и 5 декабря того же года Н. П. Цытовичу было объявлено Высочайшее благоволение за отлично-усердную службу от Императора Николая Александровича. Высочайшим приказом от 6 декабря 1916 года награждён орденом Святого Владимира 2-й степени.

## Служба в РККА
По личному ходатайству М. Д. Бонч-Бруевича перед В. И. Лениным и Л. Д. Троцким, с 23 февраля 1918 года принят в ряды РККА. Приказом РВСР от 27 октября 1919 года за № 292, Цытович, вместе с В. Н. Ипатьевым и А. В. Сапожниковым был назначен заслуженным ординарным профессором Артиллерийской академии РККА. Цытович преподавал по циклу артиллерийских наук, читая курс по вопросам основания устройства материальной части артиллерии, истории артиллерии и её современного состояния, а также по вопросам общей артиллерии. С 1926 года Цытович также являлся членом предметно-кафедральной методологической комиссии по внутренней баллистике, сопротивлению орудий, теории лафетов, материальной части артиллерии с основанием её устройства и истории артиллерии, в которую входил вместе с Н. Ф. Дроздовым, И. П. Граве, С. А. Хмельковым, Д. Е. Козловским, В. А. Микеладзе и Ф. Ф. Лендером.
С 15 декабря 1922 года — старший руководитель Артиллерийской академии РККА. С 24 июня 1927 года  Цытович являлся старшим руководителем — профессором высших военных учебных заведений по стрельбе, теории вероятностей и устройства материальной части артиллерии Военно-технической академии РККА имени Ф. Э. Дзержинского и председателем комиссии по внешней теории и внешней вероятности стрельбы.  Параллельно с преподаванием с 15 марта 1925 года являлся заведующим артиллерийской лабораторией и  музеем (с 1905) Военно-технической академии РККА. С 5 октября 1925 года по совместительству являлся преподавателем  курсов усовершенствования Ленинградской Краснознамённой военно-инженерной школы и с 1 октября 1927 года — преподавателем Ленинградской высшей военно-педагогической школы. С 21 марта 1928 года — старший преподаватель по кафедре артиллерии Военно-технической академии РККА имени Ф. Э. Дзержинского.
Постановлением ЦИК СССР от 22 февраля 1928 года «за многолетнюю и полезную деятельность по строительству вооружённых сил страны и в связи с 10-летием РККА» и Приказом РВСР от 21 марта 1928 года за № 150, Николаю Платоновичу Цытовичу было присвоено звание Герой Труда с вручением Грамоты ЦИК СССР.
Умер в 1936 году в Москве.

## Общественная деятельность
С 1913 по 1915 год Николай Платонович Цытович являлся председателем попечительского совета (под эгидой Императорского православного палестинского общества) по строительству храма святого Николая Чудотворца и святого благоверного князя Александра Невского в Санкт-Петербурге на пересечении Калашниковского проспекта (ныне проспект Бакунина) и Мытнинской улицы (проспект Бакунина, 4). 8 сентября 1913 года состоялась закладка Николо-Александровского храма, при этом действии, кроме председатель попечительства строящегося храма генерал-майора Н. П. Цытовича, присутствовали: великая княгиня Елизавета Фёдоровна, князь императорской крови Иоанн Константинович, митрополит Владимир,  ректор Петербургской духовной академии Анастасий, архимандрит Феофан, обер-прокурор Святейшего Синода В. К. Саблер, министр путей сообщения С. В. Рухлов,  члены Государственного совета князь А. А. Ширинский-Шихматов, Н. М. Аничков и А. А. Нератов, академики В. В. Латышев, М. П. Боткин и А. А. Дмитриевский, лейб-медик А. Ю. Зуев, а также генералы М. П. Степанов, Д. В. Драчевский, князь М. С. Путятин, граф Н. Н. Игнатьев,  И. А. Дельсаль и Д. И. Пфейфер . 15 декабря 1915 года храм, по проекту архитектора С. С. Кричинского и под наблюдением археолога В. Т. Георгиевского был построен, и состоялось его освещение. На освещении храма помимо Цытовича, присутствовали великая княгиня Елисавета Фёдоровна, министр народного просвещения граф П. Н. Игнатьев, министр юстиции А. А. Хвостов, обер-прокурор Святейшего Синода А. Н. Волжин, член попечительского совета А. А. Дмитриевский. Вскоре после освящения храма, Цытович сложил с себя звание председателя попечительства и оно было возложено на  А. А. Дмитриевского. По сравнению со своим преемником, который был слишком строгим и взыскательным, Цытович на этой должности был мягким и не всегда вникавшим в финансовые дела храма.
Цытович являлся одним из благотворителей и жертвователей церкви Святой Великомученицы Екатерины, которой  пожертвовал икону мученика Платона и образ святых Сергия и Германа, перед которыми на его средства теплилась неугасимая лампада.

## Звания, чины
- В службу вступил (1.09.1883);
- Подпоручик (1.09.1886);
- Поручик (23.11.1888);
- Штабс-капитан (14.06.1891) — "За отличные успехи в науках";
- Штабс-капитан гвардии (6.05.1896);
- Капитан гвардии (6 декабря 1900 года) — "За отличие по службе";
- Экстраординарный профессор (29 августа 1903 года);
- Полковник гвардии (6 декабря 1902 года) — "За отличие по службе";
- Ординарный профессор (4 ноября 1907 года);
- Генерал-майор (18 апреля 1910 года) — "За отличие по службе";
- Заслуженный ординарный профессор (25 февраля 1914 года)[1]

## Награды
РСФСР:
- Герой Труда (Постановление Президиума ЦИК СССР от 4 августа 1928 года — «за многолетнюю и научную деятельность по строительству Вооружённых сил СССР»)[8][10][11][12].

Российской империи:
- Орден Святого Станислава 3-й степени (ВП 6.12.1895);[1]
- Орден Святой Анны 3-й степени (ВП 6.12.1898);
- Орден Святого Станислава 2-й степени (ВП 6.12.1900);
- Орден Святой Анны 2-й степени (ВП 6.12.1904);
- Орден Святого Владимира 4-й степени (ВП 6.12.1906);
- Орден Святого Владимира 3-й степени (ВП 6.12.1912);
- Орден Святого Станислава 1-й степени (ВП 6.12.1914);
- Орден Святой Анны 1-й степени (ВП 23.03.1915);
- Высочайшее благоволение (ВП 6.12.1915 — "за отлично-усердную службу");
- Орден Святого Владимира 2-й степени (ВП 6.12.1916 — "за отлично-ревностную службу и особые труды вызванные обстоятельствами текущей войны")[7].

Медали:
- Медаль «В память царствования императора Александра III»;
- Медаль «В память 300-летия царствования дома Романовых».

## Семья
Женился 8 апреля 1896 года на дочери тайного советника Дмитрия Сергеевича Михайлова — Марии Дмитриевне. Их дети:
- Платон — чиновник Министерства юстиции[17];
- Елена (15.5.1908 — 1942) — во время Великой Отечественной войны, в  1942 году вместе с матерью умерла от голода в Блокадном Ленинграде.